# George Brown (calciatore 1903)
George Brown (Mickley, 22 giugno 1903 – Birmingham, 10 giugno 1948) è stato un calciatore e allenatore di calcio inglese, di ruolo attaccante.

## Carriera

### Club
Soprannominato Bomber, crebbe calcisticamente nel Mickley Colliery FC fino al 1921, quando fu ingaggiato dall'Huddersfield Town, con cui giocò dal 1921 al 1929, realizzando 159 gol, che lo classificano come miglior marcatore di tutti i tempi nella storia del club. Nel 1929 fu acquistato per 5.000 sterline dall'Aston Villa, restandovi fino al 1934. Concluse poi la sua carriera vestendo le maglie di Burnley, Leeds United e Darlington (in quest'ultima ricoprì il ruolo di calciatore-allenatore).
Nell'arco della sua carriera agonistica, dal 1921 al 1938, ha realizzato in 440 presenze 273 gol, di cui 240 nella sola First Division, il che lo rende uno dei calciatori più prolifici nella storia del primo livello del campionato inglese di calcio.

### Nazionale
Nella Nazionale di calcio dell'Inghilterra ha collezionato 9 presenze e messo a segno 5 reti tra il 1926 ed il 1932.

## Palmarès

### Giocatore

#### Competizioni nazionali
- Campionato inglese: 3

Huddersfield Town: 1923-1924, 1924-1925, 1925-1926
- Coppa d'Inghilterra: 1

Huddersfield Town: 1921-1922
- Community Shield: 1

Huddesrfield Town: 1922